# Manuel Infante
Manuel Infante Buera (Osuna, 29 luglio 1883 – Parigi, 21 aprile 1958) è stato un compositore spagnolo attivo in Francia.
Infante studiò piano e composizione con Enrique Morera e si stabilì a Parigi nel 1909.
Mentre si trovava là presentò numerosi concerti di musica spagnola; nella sua opera è predominante un elemento di nazionalismo Spagnolo. La sua musica più significativa fu scritta per pianoforte ed include due suites per due pianoforti. La sua musica era melodica, accattivante ed aggraziata e fece molto uso dei colori popolari della sua nativa Spagna, era rivolta in prevalenza ad un mercato popolare.
I suoi lavori divennero molto noti grazie alle interpretazioni del famoso pianista connazionale José Iturbi, a cui molte di esse sono dedicate.